# Saint-Sauveur (Somme)
Pour les articles homonymes, voir Saint-Sauveur.
Saint-Sauveur est une commune française située dans le département de la Somme, en région Hauts-de-France.

## Géographie

### Localisation
Saint-Sauveur est un village picard de l'Amiénois.
Limitrophe d'Ailly-sur-Somme, la localité est située à 8 km au nord-ouest d'Amiens, 10 km au sud-ouest de Villers-Bocage et à 33 km au sud-est d'Abbeville à vol d'oiseau.
Le territoire de la commune est limitrophe de ceux de six communes.   
Les communes limitrophes sont Ailly-sur-Somme, Argœuves, La Chaussée-Tirancourt, Dreuil-lès-Amiens, Saint-Vaast-en-Chaussée et Vaux-en-Amiénois.

### Hydrographie

#### Réseau hydrographique
La commune est située dans le bassin Artois-Picardie. Elle est drainée par.

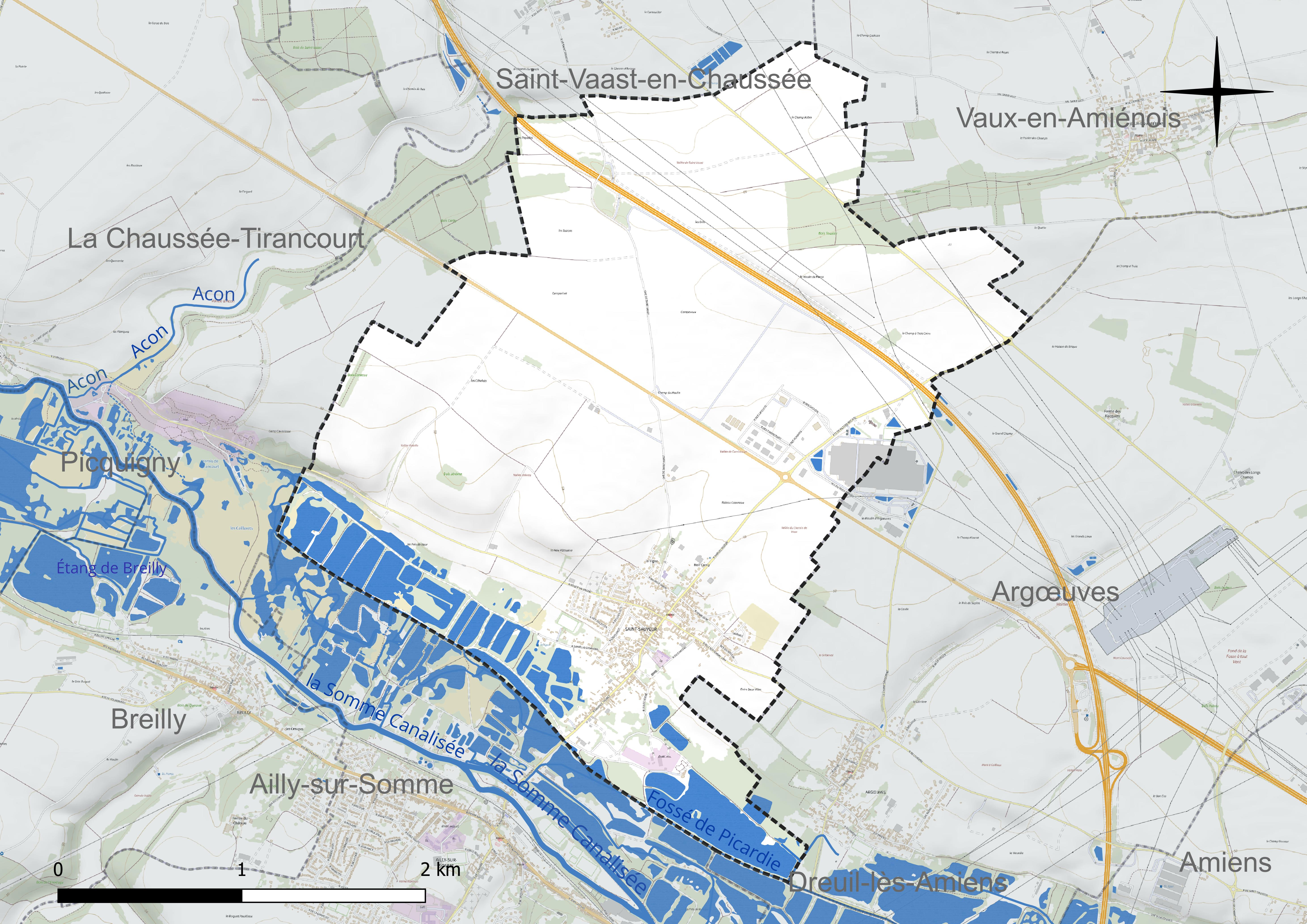
Réseau hydrographique de Saint-Sauveur.

#### Gestion et qualité des eaux
Le territoire communal est couvert par le schéma d'aménagement et de gestion des eaux (SAGE) « Somme aval et Cours d'eau côtiers ». Ce document de planification concerne un territoire de 1 835 km2 de superficie, délimité par le bassin versant de la Somme canalisée. Le périmètre a été arrêté le 29 avril 2010 et le SAGE proprement dit a été approuvé le 6 août 2019. La structure porteuse de l'élaboration et de la mise en œuvre est le syndicat mixte d'aménagement hydraulique du bassin versant de la Somme (AMEVA).
La qualité des cours d'eau peut être consultée sur un site dédié géré par les agences de l'eau et l'Agence française pour la biodiversité.

### Climat
Pour des articles plus généraux, voir Climat des Hauts-de-France et Climat de la Somme.
En 2010, le climat de la commune est de type climat océanique dégradé des plaines du Centre et du Nord, selon une étude du CNRS s'appuyant sur une série de données couvrant la période 1971-2000. En 2020, Météo-France publie une typologie des climats de la France métropolitaine dans laquelle la commune est exposée à un climat océanique et est dans une zone de transition entre les régions climatiques « Nord-est du bassin Parisien » et « Côtes de la Manche orientale ».
Pour la période 1971-2000, la température annuelle moyenne est de 10,6 °C, avec une amplitude thermique annuelle de 13,7 °C. Le cumul annuel moyen de précipitations est de 693 mm, avec 11,5 jours de précipitations en janvier et 8,4 jours en juillet. Pour la période 1991-2020, la température moyenne annuelle observée sur la station météorologique la plus proche, située sur la commune de Glisy à 15 km à vol d'oiseau, est de 11,1 °C et le cumul annuel moyen de précipitations est de 646,6 mm,. Pour l'avenir, les paramètres climatiques de la commune estimés pour 2050 selon différents scénarios d'émission de gaz à effet de serre sont consultables sur un site dédié publié par Météo-France en novembre 2022.

## Urbanisme

### Typologie
Au 1er janvier 2024, Saint-Sauveur est catégorisée ceinture urbaine, selon la nouvelle grille communale de densité à sept niveaux définie par l'Insee en 2022.
Elle appartient à l'unité urbaine d'Ailly-sur-Somme, une agglomération intra-départementale regroupant trois  communes, dont elle est une commune de la banlieue,,. Par ailleurs la commune fait partie de l'aire d'attraction d'Amiens, dont elle est une commune de la couronne,. Cette aire, qui regroupe 369 communes, est catégorisée dans les aires de 200 000 à moins de 700 000 habitants,.

### Occupation des sols
L'occupation des sols de la commune, telle qu'elle ressort de la base de données européenne d'occupation biophysique des sols Corine Land Cover (CLC), est marquée par l'importance des territoires agricoles (78 % en 2018), en diminution par rapport à 1990 (85,2 %). La répartition détaillée en 2018 est la suivante : 
terres arables (74,9 %), eaux continentales (8,7 %), zones urbanisées (7,8 %), zones industrielles ou commerciales et réseaux de communication (3,6 %), zones agricoles hétérogènes (2,6 %), forêts (1,9 %), prairies (0,5 %). L'évolution de l'occupation des sols de la commune et de ses infrastructures peut être observée sur les différentes représentations cartographiques du territoire : la carte de Cassini (XVIIIe siècle), la carte d'état-major (1820-1866) et les cartes ou photos aériennes de l'IGN pour la période actuelle (1950 à aujourd'hui).

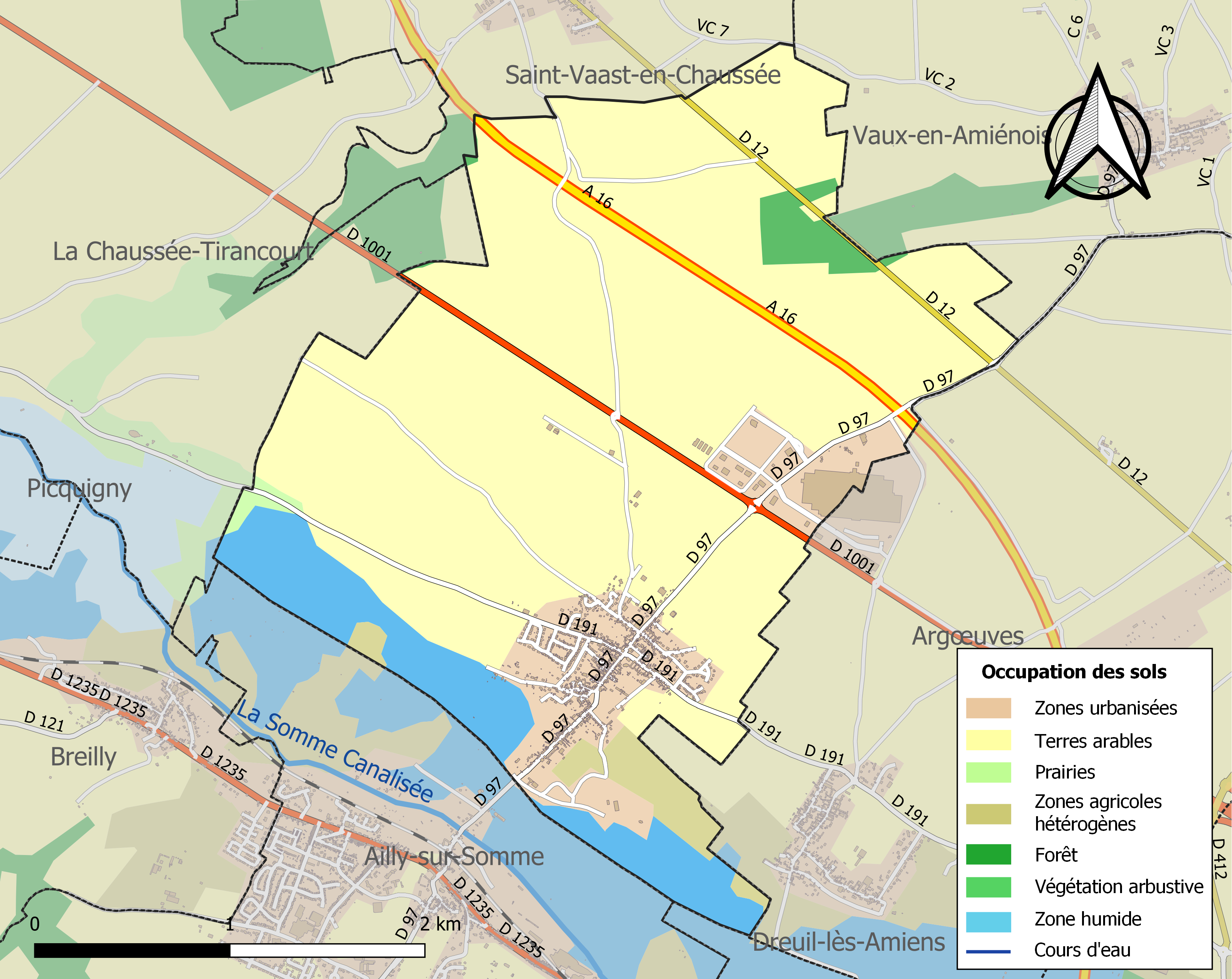
Carte des infrastructures et de l'occupation des sols de la commune en 2018 (CLC).

### Voies de communication et transports
La localité est desservie par la ligne d'autocars no 27 (Vignacourt - Amiens) du réseau interurbain Trans'80.
La localité est desservie par l'ex-route nationale 1 (actuelle RD 1001). Elle est traversée par l'autoroute A16.

#### Transports ferroviaires
La gare d'Ailly-sur-Somme est à dix minutes à pied.

## Toponymie
Un document de 1113 nous fournit Haidicourt. Les comptes de la baronnie de Picquigny citent Hédicourt alias S. Sauveur en 1463, 1503 et 1538. En 1463, est relevé « Hédicourt que l'on dit S. Sauveur ». Ortelius produit S. Sauveur dès 1579.
Saint-Sauveur est un hagiotoponyme qui trouve son origine de l'attribut de « sauveur du monde » attaché à Jésus-Christ par les églises chrétiennes.
Hédicourt, déjà attesté sous la forme Hédicourt en 1696, était un fief sis à Saint-Sauveur.

## Histoire
Des traces de vie datant du Néolithique ont été relevées dans la commune. L'allée du vieux berger fait allusion à la tombe d'un homme et son chien datant de cette époque, découverte lors de la mise en place de la ZAC des Bornes du Temps.
Un cimetière franc remontant à l'époque de Clovis (466-511) a été mis au jour au cours des fouilles réalisées pour la création de la résidence de la Haie pâtissière.
À partir du XVe siècle, la famille de Mons d'Hédicourt s'impose dans le village. Ses descendants font encore partie de la population locale.
L'extraction de la tourbe devient une activité majeure au XVIIIe siècle. Le grand louchet, l'outil adapté, figure d'ailleurs sur le blason villageois, tout comme les bûches enflammées.
Le 2 septembre 1944, le village est libéré de l'occupation allemande. Une rue rappelle cet événement.
Au XXe siècle, l'extraction de matériaux dans le lit de la Somme conduira à la réalisation de plans d'eau ensuite destinés aux activités de loisirs.

## Politique et administration

### Rattachements administratifs et électoraux
La commune se trouve dans l'arrondissement d'Amiens du département de la Somme. Pour l'élection des députés, elle fait partie depuis 1958 de la première circonscription de la Somme.
Elle faisait partie de 1801 à 1973 du canton d'Amiens-4, année où elle intègre le canton d'Amiens 2e (Nord-Ouest). Dans le cadre du redécoupage cantonal de 2014 en France, la commune intègre le canton d'Ailly-sur-Somme.

### Intercommunalité
La commune faisait partie de la petite communauté de communes de l'Ouest d'Amiens (CCOA), crée fin 1993.
La loi portant nouvelle organisation territoriale de la République (Loi NOTRe) du 7 août 2015 prescrit, dans le cadre de l'approfondissement de la coopération intercommunale, que les intercommunalités à fiscalité propre doivent, sauf exceptions, regrouper au moins 15 000 habitants.
Dans ce cadre, la CCOA a du fusionner avec la communauté de communes du Val de Nièvre et environs pour former, le 1er janvier 2017, la communauté de communes Nièvre et Somme, malgré des difficultés de mise en œuvre.

### Liste des maires
| Période                                  | Période                      | Identité        | Étiquette | Qualité                         |
| ---------------------------------------- | ---------------------------- | --------------- | --------- | ------------------------------- |
| Les données manquantes sont à compléter. |                              |                 |           |                                 |
| 1965 ou avant                            | 1977 ou après                | M. Payen        |           |                                 |
| Les données manquantes sont à compléter. |                              |                 |           |                                 |
| mars 2001                                | En cours (au 8 octobre 2020) | Gilles Delattre |           | Réélu pour le mandat 2020-2026, |

## Population et société

### Démographie
L'évolution du nombre d'habitants est connue à travers les recensements de la population effectués dans la commune depuis 1793. Pour les communes de moins de 10 000 habitants, une enquête de recensement portant sur toute la population est réalisée tous les cinq ans, les populations de référence des années intermédiaires étant quant à elles estimées par interpolation ou extrapolation. Pour la commune, le premier recensement exhaustif entrant dans le cadre du nouveau dispositif a été réalisé en 2007.

En 2022, la commune comptait 1 336 habitants, en évolution de −4,5 % par rapport à 2016 (Somme : −1,26 %, France hors Mayotte : +2,11 %).
| 1793 | 1800 | 1806 | 1821 | 1831 | 1836  | 1841  | 1846  | 1851  |
| ---- | ---- | ---- | ---- | ---- | ----- | ----- | ----- | ----- |
| 686  | 688  | 757  | 919  | 998  | 1 101 | 1 180 | 1 246 | 1 236 |

| 1856  | 1861  | 1866  | 1872  | 1876  | 1881  | 1886  | 1891  | 1896  |
| ----- | ----- | ----- | ----- | ----- | ----- | ----- | ----- | ----- |
| 1 257 | 1 280 | 1 238 | 1 186 | 1 214 | 1 164 | 1 144 | 1 154 | 1 185 |

| 1901  | 1906  | 1911  | 1921  | 1926  | 1931  | 1936 | 1946 | 1954  |
| ----- | ----- | ----- | ----- | ----- | ----- | ---- | ---- | ----- |
| 1 275 | 1 214 | 1 272 | 1 172 | 1 104 | 1 032 | 911  | 951  | 1 042 |

| 1962  | 1968  | 1975  | 1982  | 1990  | 1999  | 2006  | 2007  | 2012  |
| ----- | ----- | ----- | ----- | ----- | ----- | ----- | ----- | ----- |
| 1 034 | 1 173 | 1 371 | 1 410 | 1 557 | 1 526 | 1 414 | 1 398 | 1 453 |

| 2017  | 2022  | - | - | - | - | - | - | - |
| ----- | ----- | - | - | - | - | - | - | - |
| 1 376 | 1 336 | - | - | - | - | - | - | - |

### Enseignement
La commune dispose en 2018-2019 de l'école maternelle Jules-Renard (2 classes) et de l'école élémentaire Jacques-Prévert (3 classes). Une cantine et un centre aéré complètent les services en faveur de l'enfance.

## Économie
La commune héberge une zone d'activités, les Bornes du Temps, au nord de l'ex-RN1.

## Culture locale et patrimoine

### Lieux et monuments
- Église Notre-Dame-de-la-Trinité[36], construite en pierres avec des soubassements en grès et en briques, elle semble dater du XVe siècle. Sa voute est en « carène de bateau renversée » et son autel en bois sculpté est de style Louis XVI. Les fonts baptismaux du XIIIe siècle creusés dans un chapiteau à crochets pourraient provenir d'une ancienne colonne en pierre d'un temple romain ; ils portent une inscription peu lisible au nom de la famille Mons et la date de 1624[37]. Un chandelier pascal en bois taillé, en forme de trépied, date du XVIIIe siècle[38],[39]

- La commune possède un lac de 25 ha où se pratiquent de nombreuses activités nautiques : canoë, pédalo, paddle... Pendant l'été 2018, 6 000 utilisateurs ont profité de la base gérée par l'Ufolep. Le recrutement de moniteurs devrait permettre d'étendre les activités à la pratique de l'optimist et à la planche à voile. Ceux qui n'ont pas le pied marin peuvent s'exercer au tir à la sarbacane, au VTT ou à la randonnée[18].
- Le marais permet également de se livrer à la pêche de loisirs[40]. Le silure, le brochet, la carpe ainsi que la gamme des poissons blancs sont présents en nombre. On y trouve même des blongios et des cormorans[18].

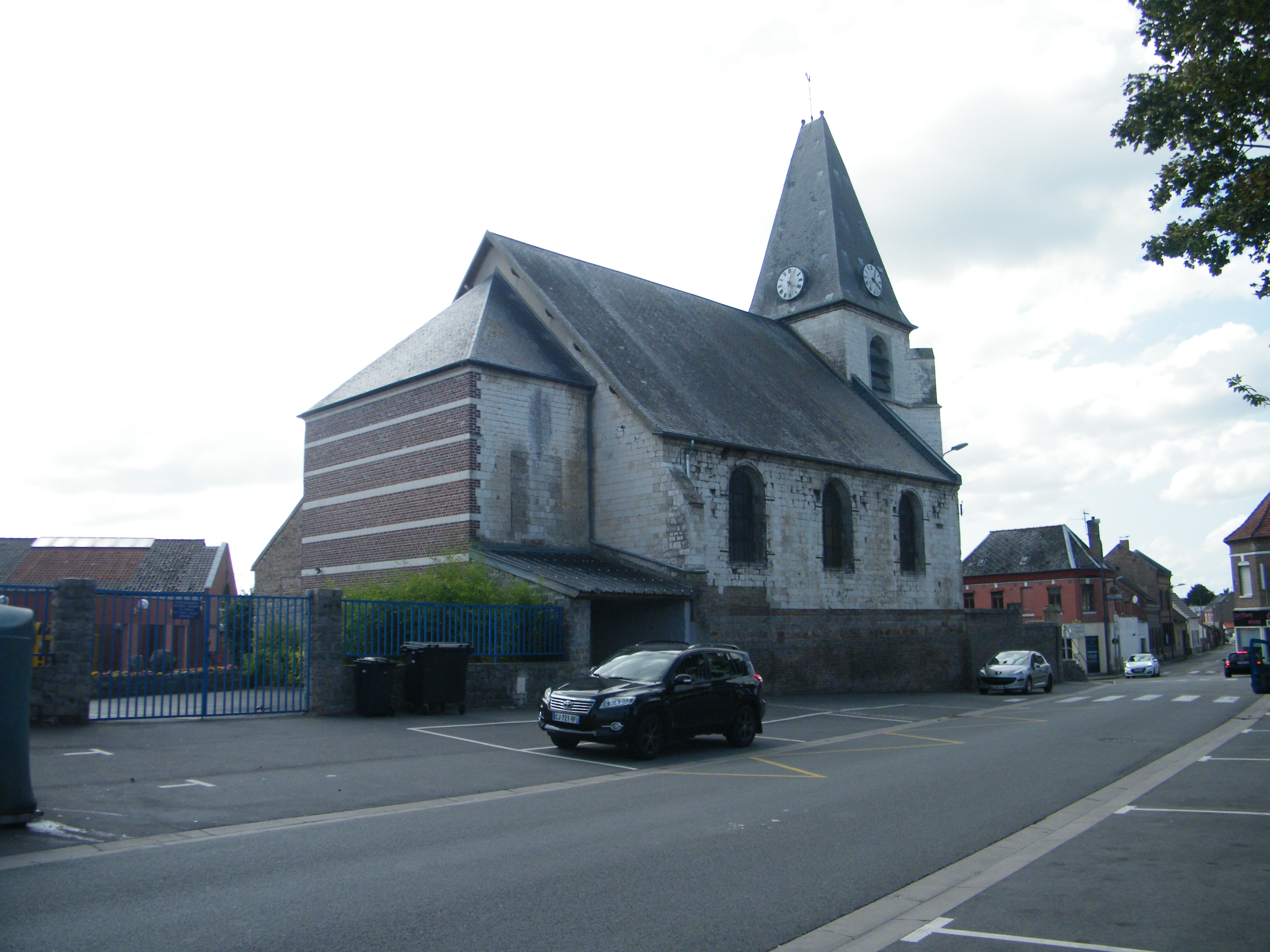
L'église.
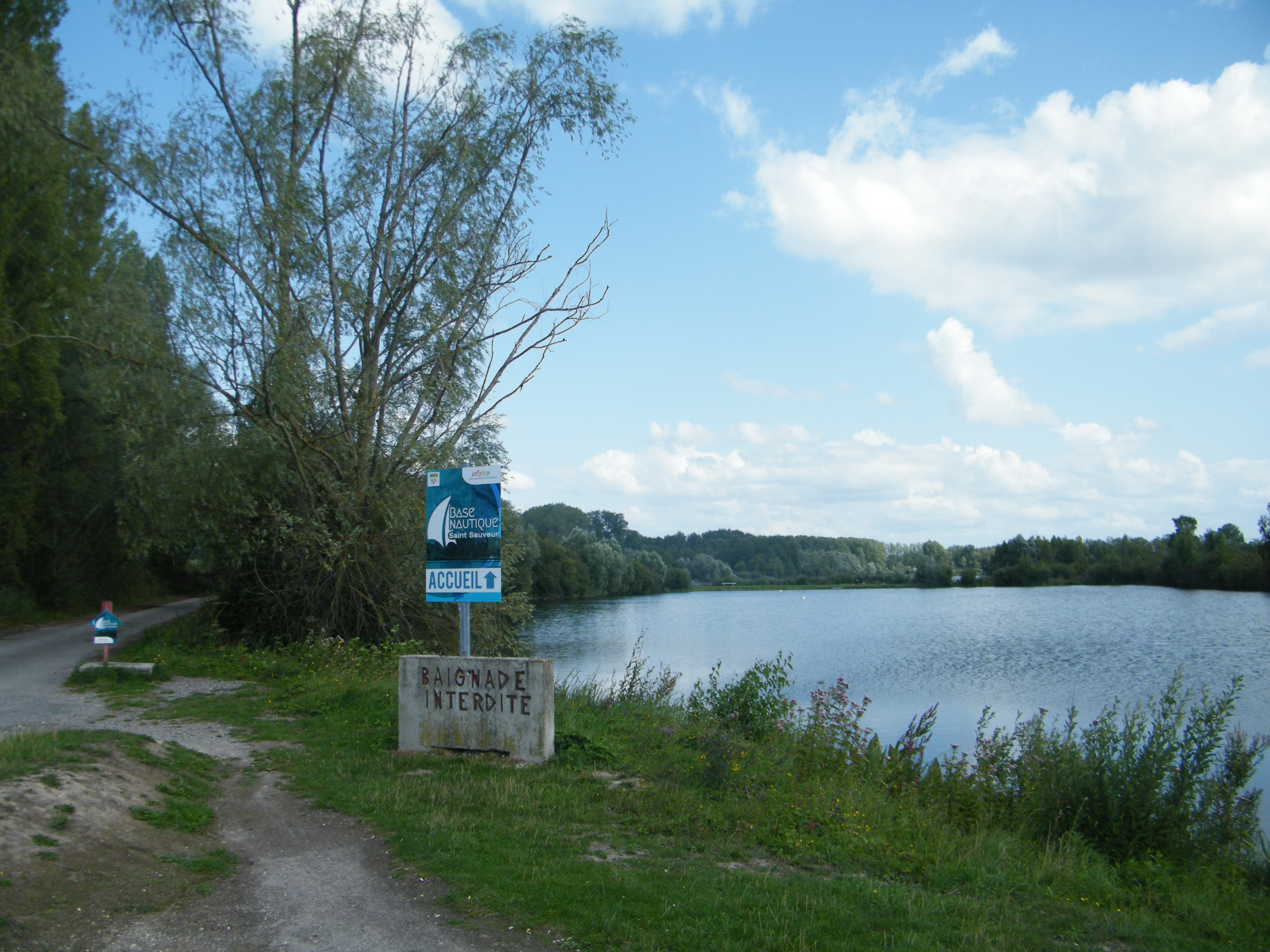
Entrée de la base nautique.
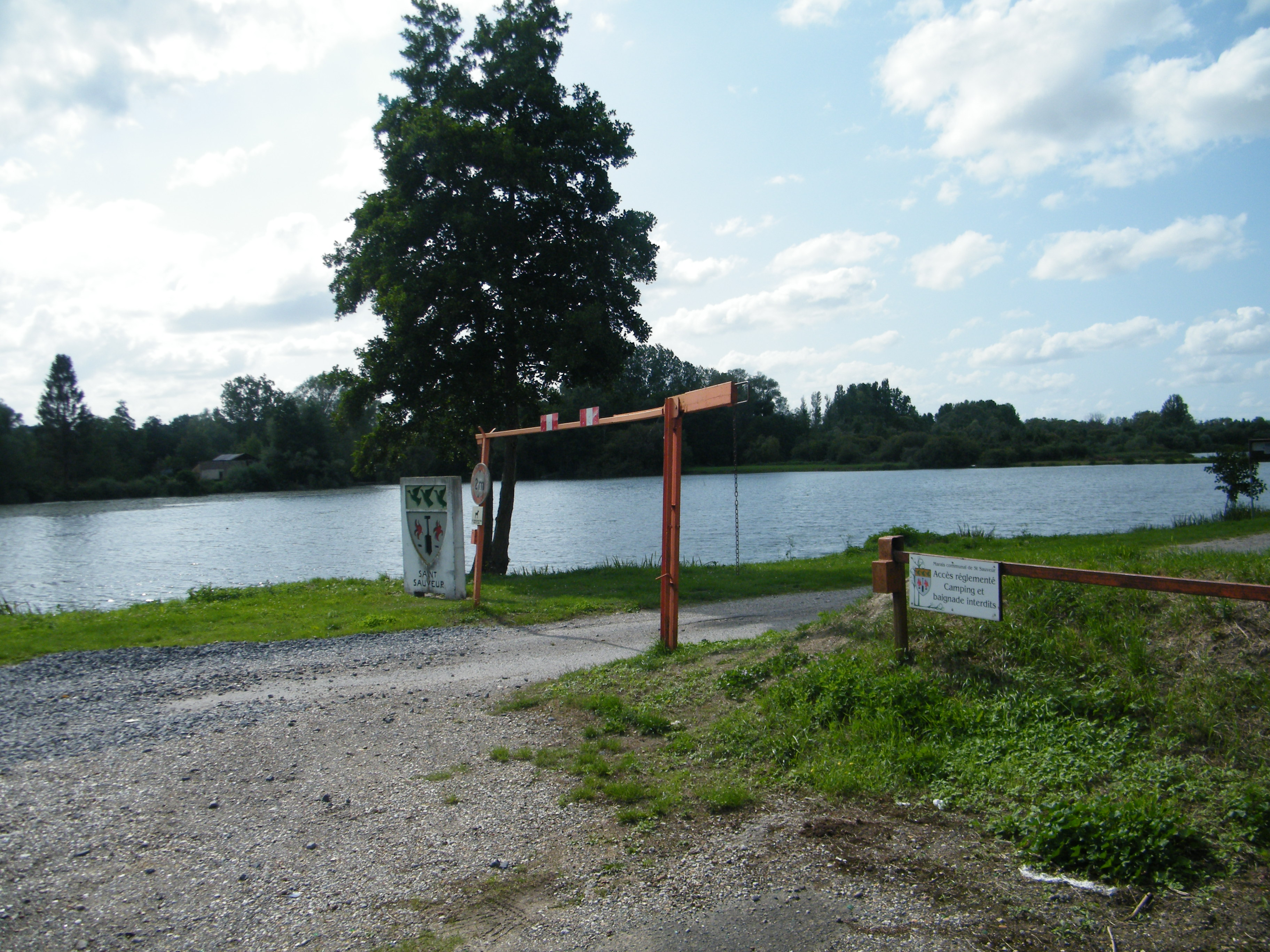
Le marais.
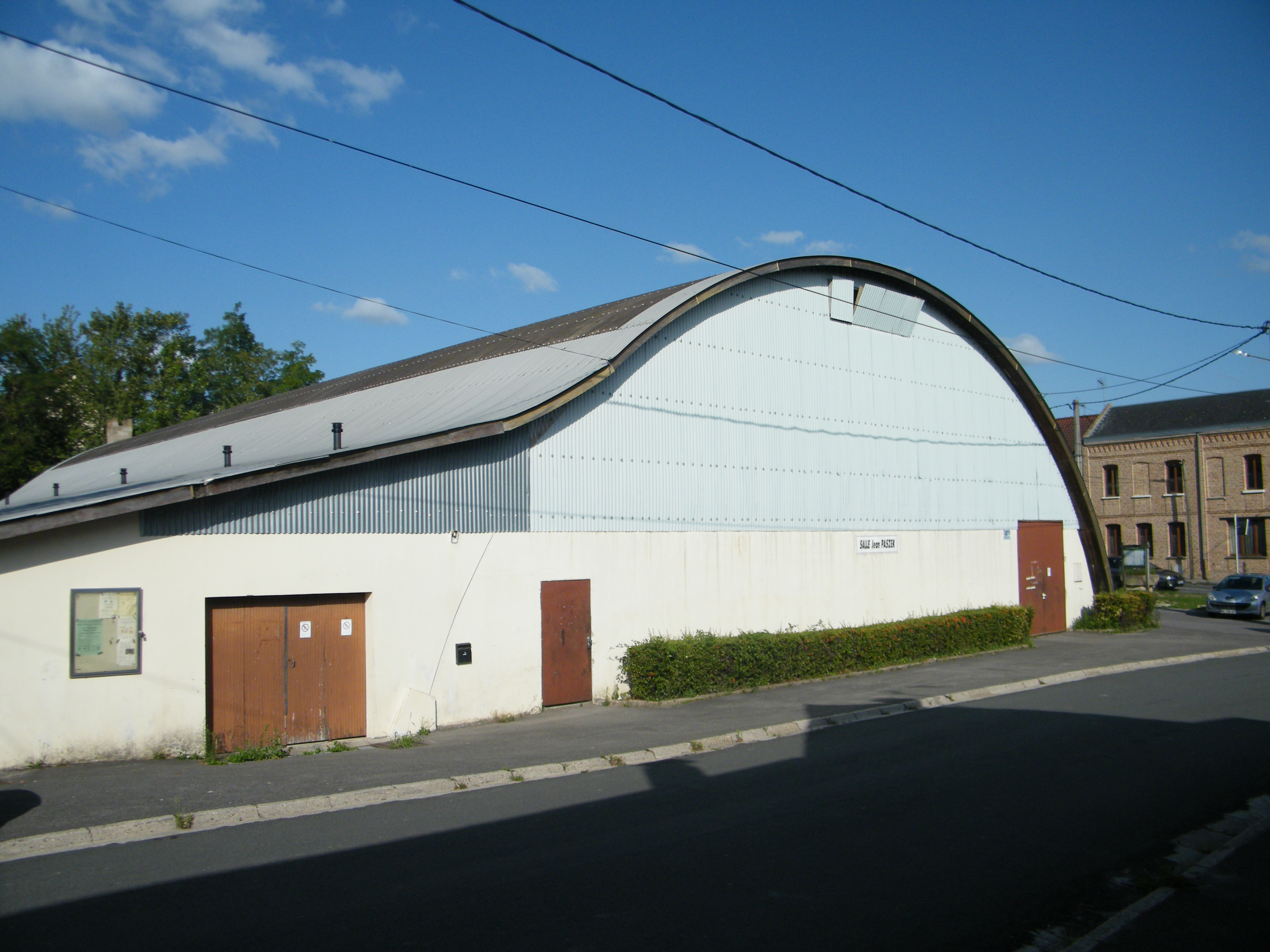
La salle de sports.
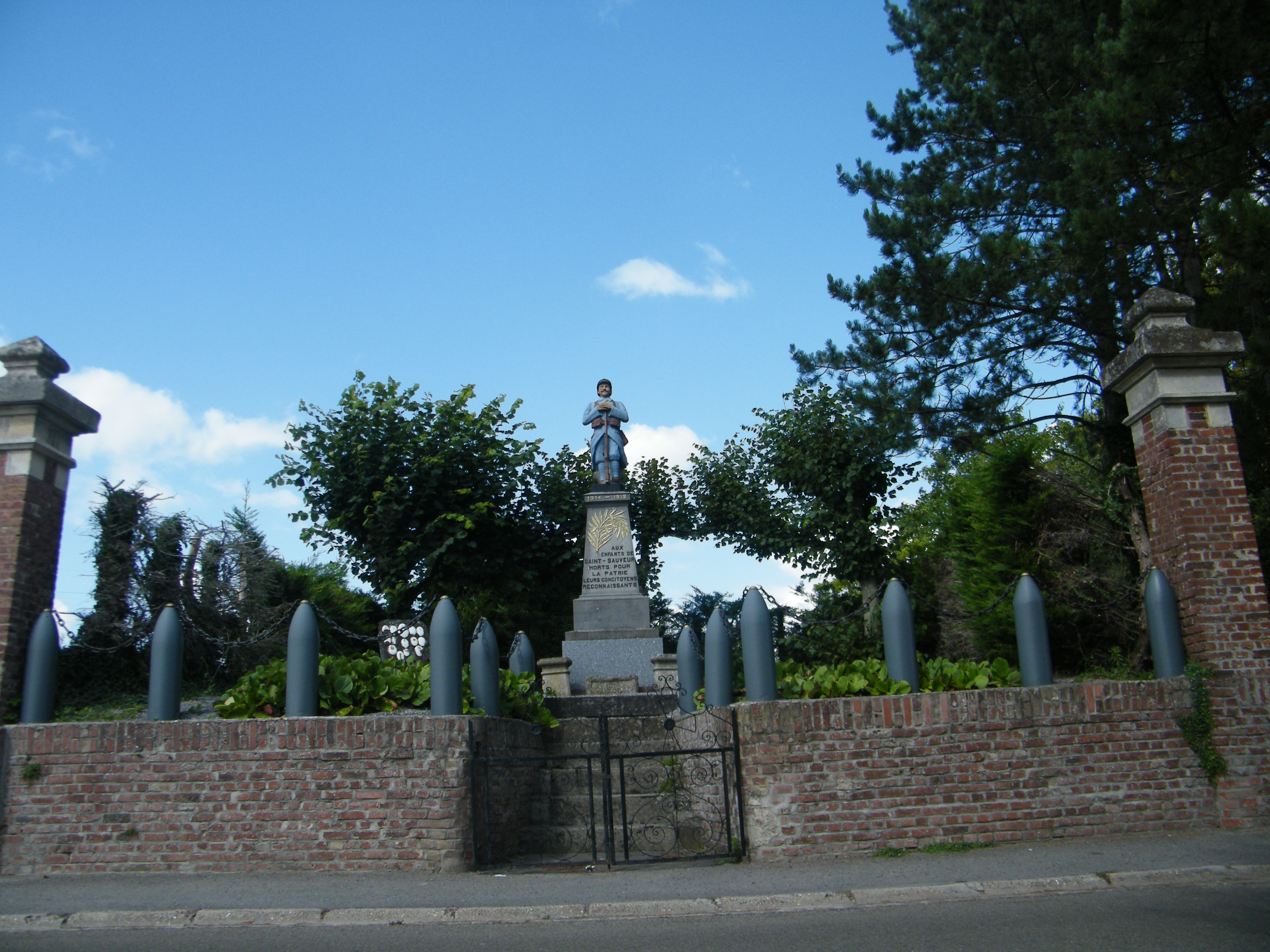
Le monument aux morts pour la patrie.

### Personnalités liées à la commune
- René Boulanger (1897-1942), résistant, né à Saint-Sauveur et mort à Auschwitz.
- Emmanuel Parsy[pourquoi ?] né en 1967, footballeur professionnel[réf. nécessaire].

### Héraldique
| Blason de Saint-Sauveur | Blason  | D'argent au louchet de tourbier de sable en pal, accosté de deux briquettes du même enflammées de gueules ; au chef d'or* chargé de trois canards de sinople en vol. |
| Blason de Saint-Sauveur | Détails | * Il y a là non-respect de la règle de contrariété des couleurs : ces armes sont fautives (métal sur métal). Le blason, de conception moderne, porte en chef trois canards en vol, qui évoquent le marais de la Somme. Le louchet de tourbier et les deux briques de tourbe en flamme rappellent que jusqu'au XIXe siècle, l'extraction de la tourbe, pour le chauffage, procurait un emploi important dans le village. Le statut officiel du blason reste à déterminer. |